# Napier Shaw
Sir William Napier Shaw FRS (4 de março de 1854 — 23 de março de 1945) foi um meteorologista britânico.
Introduziu a unidade de pressão milibar (pressão atmosférica) e o tefigrama, um diagrama de fluxos de temperatura.